# Hội đồng Chiến tranh Tối cao
Viện Tham nghị Quân sự (軍事参議院 (Quận sự tham nghị viện) Gunji sangikan kaigi)  còn gọi là Hội đồng Chiến tranh Tối cao (tiếng Anh: Supreme War Council) là một cơ quan đã được thành lập tại Đế quốc Nhật Bản trong quá trình phát triển chính quyền Quân chủ Lập hiến thời kỳ Minh Trị nhằm tăng cường quyền lực của nhà nước. Lãnh đạo đầu tiên của hội đồng này là Yamagata Aritomo (1838–1922), người gốc Chōshū. Ông được tín nhiệm do đã có công thành lập Lục quân Nhật Bản hiện đại và ông cũng trở thành thủ tướng hợp hiến đầu tiên của Nhật Bản. Hội đồng Chiến tranh Tối cao đã xây dựng một hệ thống ban tham mưu kiểu Đức trong đó tham mưu trưởng có thể trực tiếp tiếp kiến Thiên hoàng và có quyền chỉ đạo bộ trưởng quốc phòng và các viên chức dân sự. Hội đồng Chiến tranh Tối cao trên thực tế là nội các Nhật trước chiến tranh Trung-Nhật.

## Hội nghị liên lạc
Từ tháng 11 năm 1937, theo lệnh của Thiên hoàng Chiếu Hoà, Gunji sangikan kaigi được thay thế bởi Hội đồng liên lạc Đại bản doanh - Chính phủ (大本営政府連絡会議, Daihon'ei seifu renraku kaigi). Hội đồng Liên lạc có mục đích là tạo ra các cuộc hội đàm gần gũi hơn giữa các tướng lĩnh Bộ Tham mưu Lục quân và Hải quân với chính phủ của Thiên hoàng, và để giúp thống nhất các quyết định và nhu cầu của hai quân chủng của Đại Bản Doanh với các nguồn lực và chính sách của chính phủ. Các quyết định cuối cùng của Hội đồng Liên lạc được chính thức trình bày và phê chuẩn tại Hội nghị Đế quốc do đích thân Thiên hoàng chủ trì tại chính cung Kyūden của Hoàng cung Tokyo.
Dưới đây là một số thành viên hội nghị:
- Thiên hoàng
- Nội các Tổng Lý Đại thần (Thủ tướng): Konoe Fumimaro, Hiranuma Kiichirō, Abe Nobuyuki, Yonai Mitsumasa
- Bộ trưởng Bộ Ngoại vụ
- Bộ trưởng Bộ Lục quân
- Bộ trưởng Bộ Hải quân
- Tham mưu trưởng Bộ tham mưu Lục quân
- Tham mưu trưởng Bộ tham mưu Hải quân

Trong đêm diễn ra trận Trân Châu Cảng, các thành viên nổi tiếng của hội đồng bao gồm:
- Thiên hoàng Chiếu Hoà
- Thủ tướng: đai tướng Hideki Tōjō
- Bộ trưởng Ngoại vụ: Shigenori Tōgō
- Bộ trưởng Bộ Chiến tranh: đại tướng Hideki Tōjō
- Bộ trưởng Bộ Hải quân: đô đốc Shimada Shigetaro
- Tham mưu trưởng Lục quân: tướng Sugiyama Hajime
- Tham mưu trưởng Hải quân: đô đốc Nagano Osami